# Jean Van Steen
Jean Van Steen (1929. június 2. – 2013. február 28.) belga labdarúgó-középpályás.
A belga válogatott tagjaként részt vett az 1954-es labdarúgó-világbajnokságon.